# Bernard Carlier
Bernard Carlier, né à Nivelles le 25 août 1958, est un organiste belge originaire d'Écaussinnes. Il a également exercé en tant que carillonneur dans plusieurs villes du Centre.

## Biographie
Titulaire d'un certificat d'équivalence de l'IMEP de Namur et diplômé du Conservatoire royal de Bruxelles, il se consacre à la musique. Organiste liturgique au départ, il entame une carrière de soliste à l'échelle belge puis européenne.
Il a été titulaire à Ecaussinnes dès l'âge de onze ans et ensuite à Mignault, au Rœulx et remplaçant à Soignies, Braine-le-Comte ou à l'Abbaye de Maredsous, où il inaugure les grandes orgues. En octobre 1992, il devient titulaire à la Collégiale Sainte-Waudru, à Mons. Parallèlement à son activité d'organiste, il se consacre à l'enseignement de l'orgue puis, à partir de 1988, devient directeur de l'Académie de musique de Mont-sur-Marchienne jusqu'en 2016.
Aux multiples concerts que Bernard Carlier a donnés, on peut mentionner ceux en la Cathédrale Notre-Dame de Paris (2007, 2011 et 2016) ainsi que trois tournées en Russie (concertiste et membre de jury).
En 1993, Bernard Carlier initie le premier festival d'orgue de la région de Mons-Borinage, les Collégiades, en référence à la Collégiale Sainte-Waudru, lieu des concerts. Le principe est simple: chaque dimanche du mois de juillet, un organiste ou plusieurs élèves des classes d'orgue des Conservatoires royaux de Belgique se succèdent après l'office du soir, vers 18 heures. Le dernier dimanche est consacré à la mise en lumière d'un instrument soliste accompagné de l'orgue. Il n'y a pas de répertoire privilégié dans la programmation. Sans but commercial, la manifestation vise surtout à faire connaître l'orgue et sa musique et mettre en lumière l'instrument de l'église, parmi les plus complets de Wallonie.
En octobre 2014, il participe au IVe Festival culturel de Iakoutie (République de Sakha) à Iakoutsk. Il reçoit un prix d'honneur de la part du Ministre de la Culture de cet état fédéré russe. Il donne ensuite un concert à Moscou et une masterclass sur la musique d'orgue française romantique au Conservatoire Tchaïkovsky de Moscou dans la classe d'Alexei Parshin. Ces tournées en Russie se voient reconduites chaque année jusqu'en 2017. En novembre 2016, il deviendra l'organiste belge ayant reçu le plus d'invitations à jouer un concert aux grandes orgues de Notre-Dame de Paris (trois fois).
Il a composé une "Messe à Sainte Waudru".

## Discographie
(Liste non exhaustive)
- Récital d'orgue à la collégiale Sainte-Waudru
- Récital d'orgue à l'orgue Cavaillé-Coll de l'église Sainte-Croix de Saint-Sevan à Saint-Malo
- Noëls pour orgue
- Trompette et orgue à la Collégiale Sainte-Waudru, avec Christian Debouter
- Cinq siècles d'orgue à la Collégiale Sainte-Waudru, juin 2011, dernier CD avant restauration des grandes orgues de Sainte-Waudru.
- Renaissance des grandes orgues à la Collégiale Sainte-Waudru, août 2018, par Bernard Carlier et Benoit Lebeau, organistes-titulaires.